# Östhammar (đô thị)
Đô thị Östhammar (tiếng Thụy Điển: Östhammar kommun) là một đô thị ở hạt Uppsala của Thụy Điển. Thủ phủ là thị xã Östhammar. Dân số thời điểm 31 tháng 12 năm 2000 là 21733 người.